# 阿圭羅角

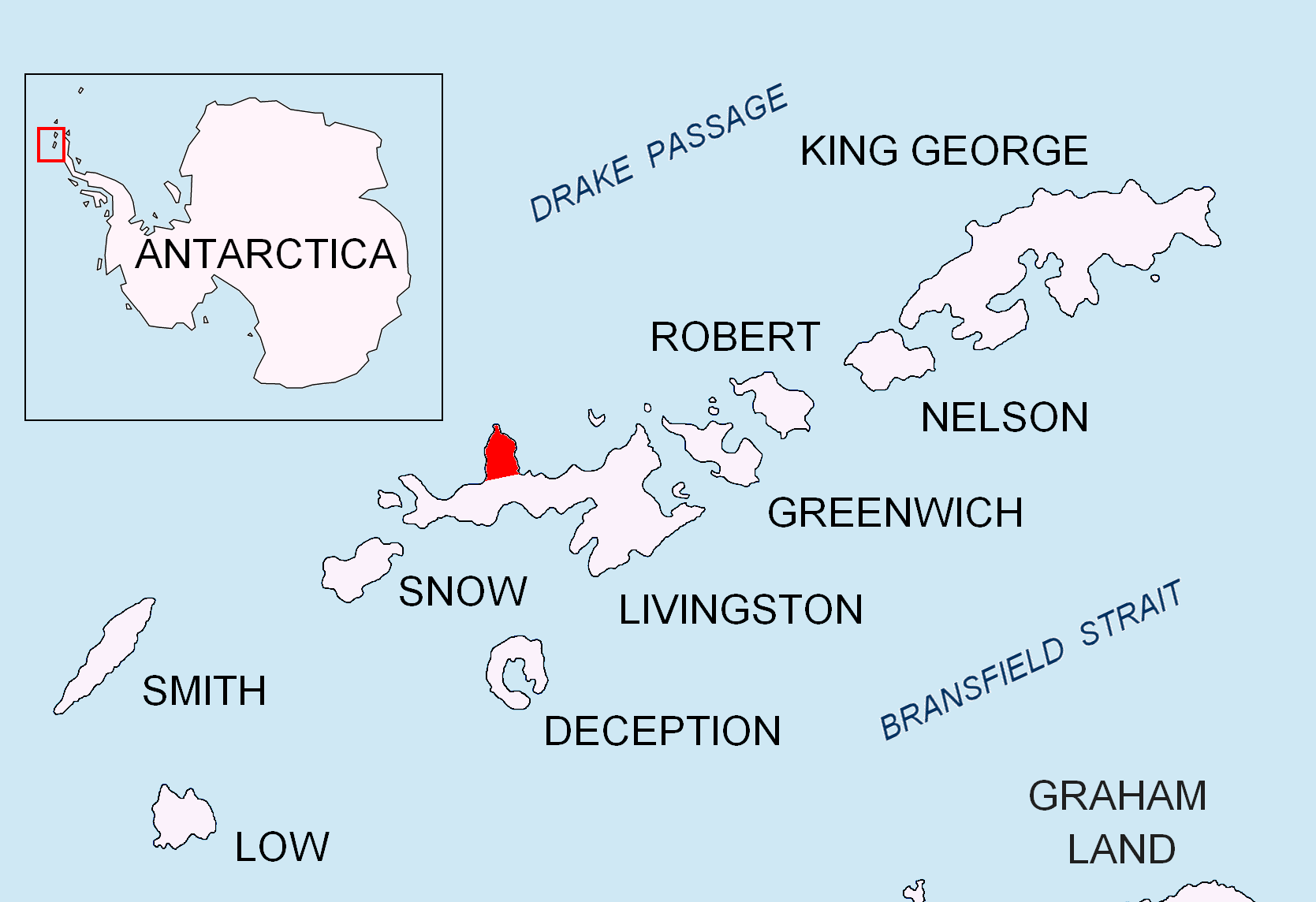

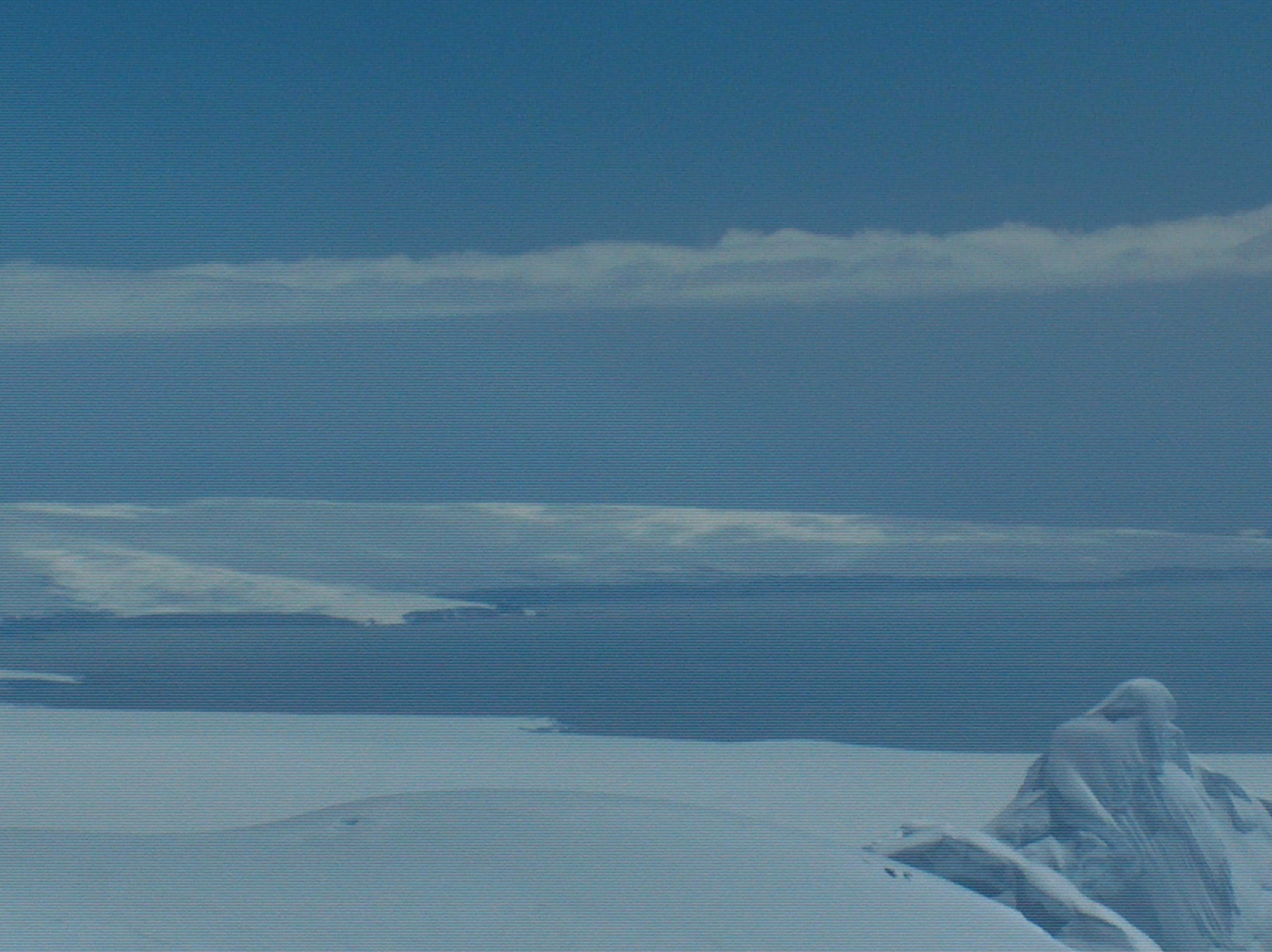

阿圭羅角（英語：Agüero Point）是南極洲的海岬，位於利文斯頓島，屬於南設得蘭群島的一部分，處於布萊克角東南面6.3公里、阿維特海爾角西南面3.9公里、克魯奇峰東南面3.5公里。

## 外部連結
- SCAR Composite Antarctic Gazetteer（页面存档备份，存于）.